# Bernd Hering (Politiker)
Bernd Hering (* 2. August 1946 in Jägersruh; † 21. Mai 2015 in Hof) war ein deutscher Politiker der SPD. Er war vom 1. Mai 1996 bis zum 30. April 2014 Landrat des Landkreises Hof.

## Werdegang
Bernd Hering war seit 1971 Mitglied der SPD. 1978 wurde er Stadtrat in Hof, 1982 trat er dort für das Amt des Oberbürgermeisters an. 1984 wurde er, ebenfalls in Hof, SPD-Kreisvorsitzender. Von 1986 bis zum 11. Juli 1996 war Hering Mitglied des Bayerischen Landtags. Er legte sein Mandat vorzeitig nieder, nachdem er zum Landrat des Landkreises Hof gewählt worden war.
Hering erlitt im Mai 2015 einen Herzinfarkt und verstarb mit 68 Jahren. Er war verheiratet und hatte zwei Töchter.

## Ehrungen
- Bundesverdienstkreuz am Bande (31. August 1999)[2]
- Bayerischen Verdienstordens sowie weiterer Medaillen.
- Goldener Ehrenring der Stadt Hof[3]
- Ehrentitel Altlandrat (15. Dezember 2014)
- Ehrenmitglied der SpVgg Bayern Hof